# J.F. Willumsens museum

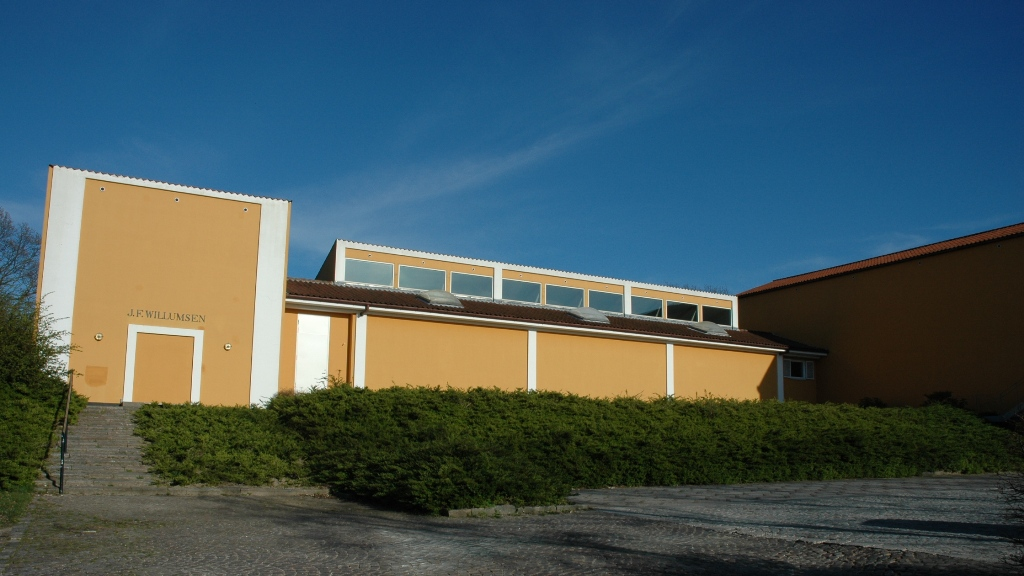
J.F. Willumsens museum

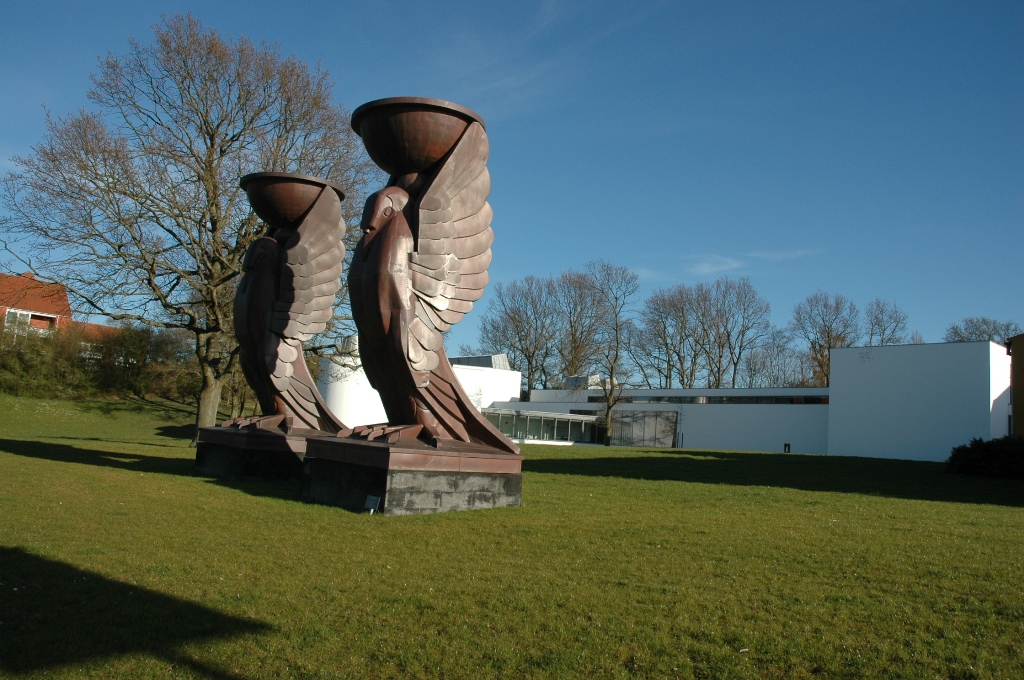
Korpskulpturerna från Ulvedalsteateret i Dyrehaven

J.F. Willumsens museum är ett danskt konstnärsmuseum i Frederikssund i Region Hovedstaden i Danmark.
J.F. Willumsens museum visar måleri, teckningar och skulpturer av Jens Ferdinand Willumsen och invigdes 1957. Det drivs av Frederikssunds kommun.
Den ursprungliga museibyggnadens ritades av Tyge Hvass och en tillbyggnad 2005 av Theo Bjerg.